# 164e brigade radiotechnique
Pour les articles homonymes, voir 164e brigade.
La 164e brigade radiotechnique (en ukrainien : 164-та радіотехнічна бригада,  numéro d'unité militaire A1451) est une brigade du Commandement aérien Est, chargée de la détection des menaces aériennes.